# Stor klubbsvamp
Stor klubbsvamp (Clavariadelphus pistillaris) är en svampart som först beskrevs av L., och fick sitt nu gällande namn av Donk 1933. Enligt Catalogue of Life ingår Stor klubbsvamp i släktet Clavariadelphus,  och familjen Clavariadelphaceae, men enligt Dyntaxa är tillhörigheten istället släktet Clavariadelphus,  och familjen Gomphaceae. Arten är reproducerande i Sverige. Inga underarter finns listade i Catalogue of Life.

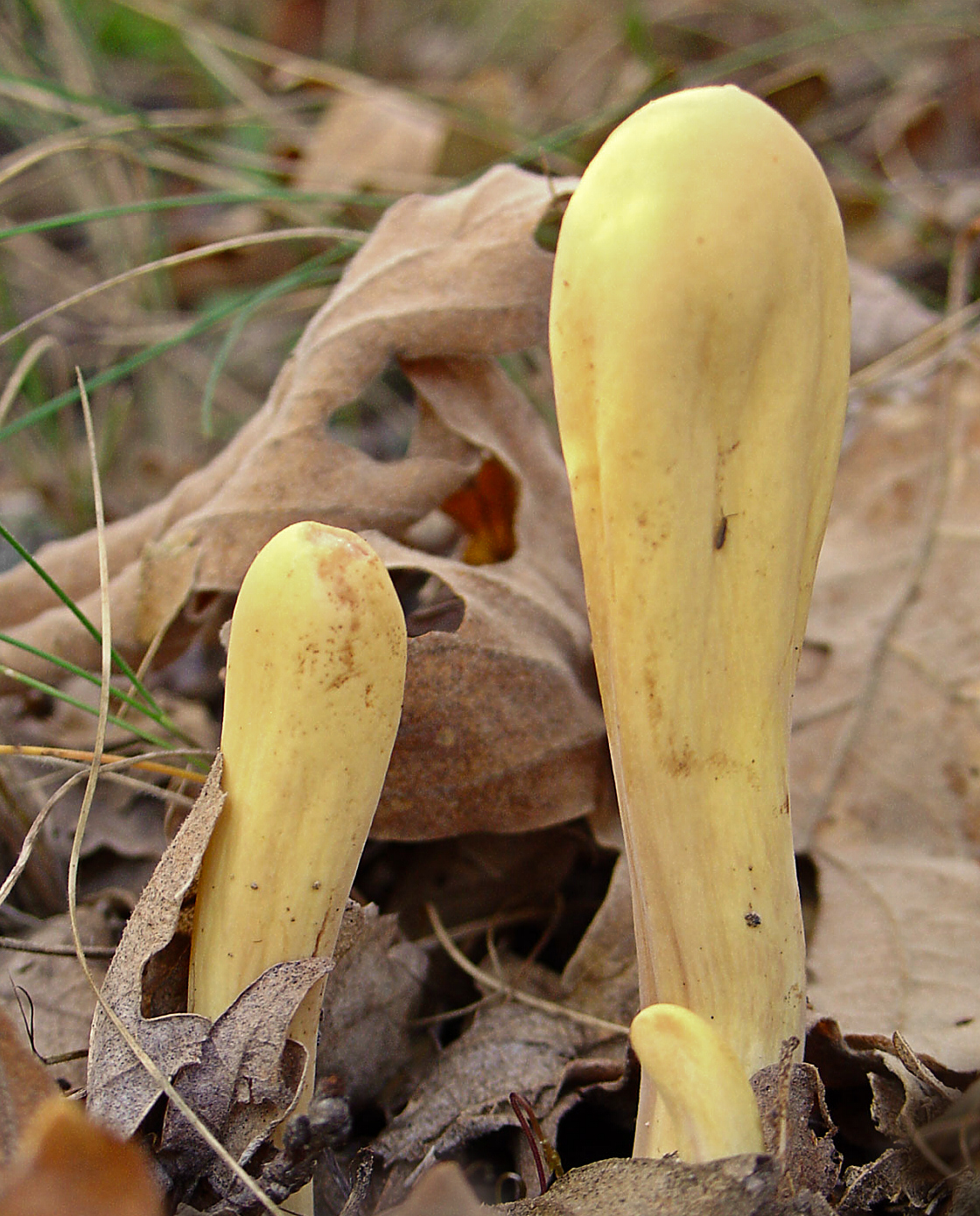
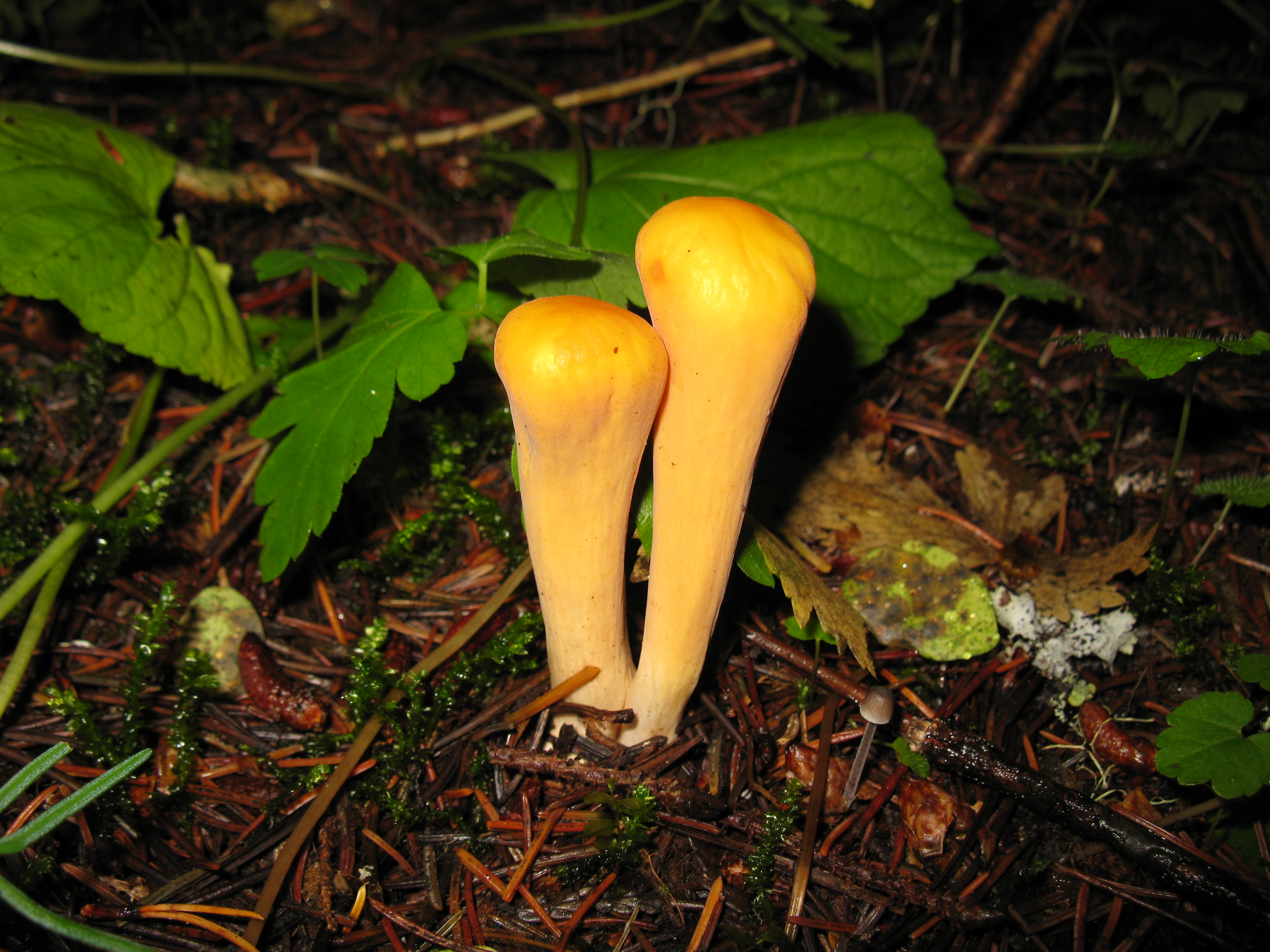
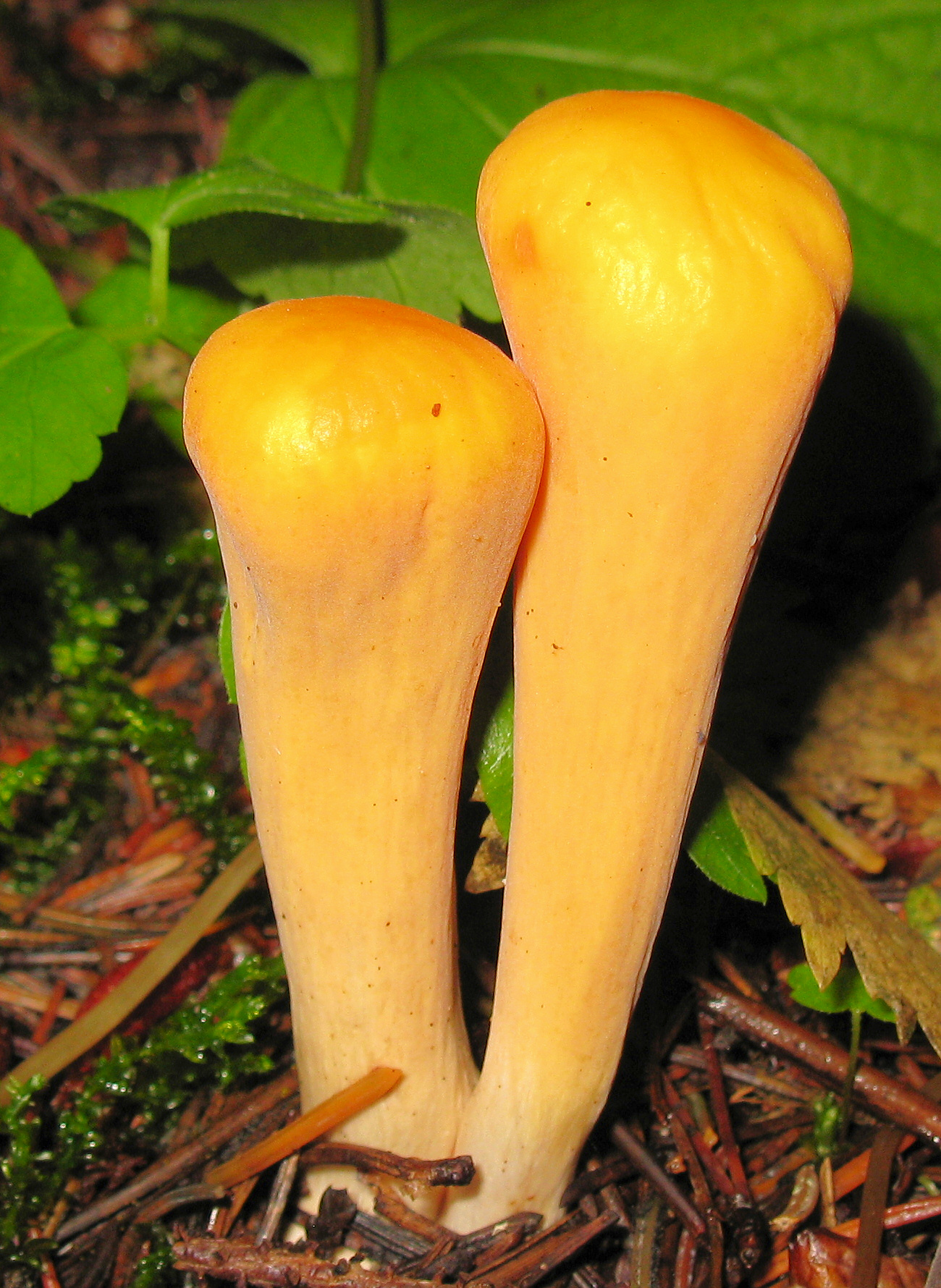
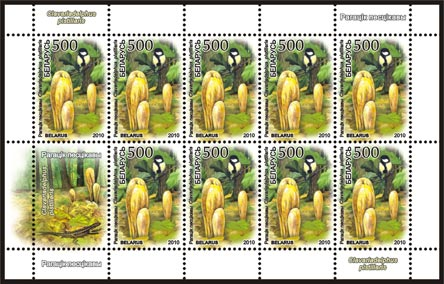
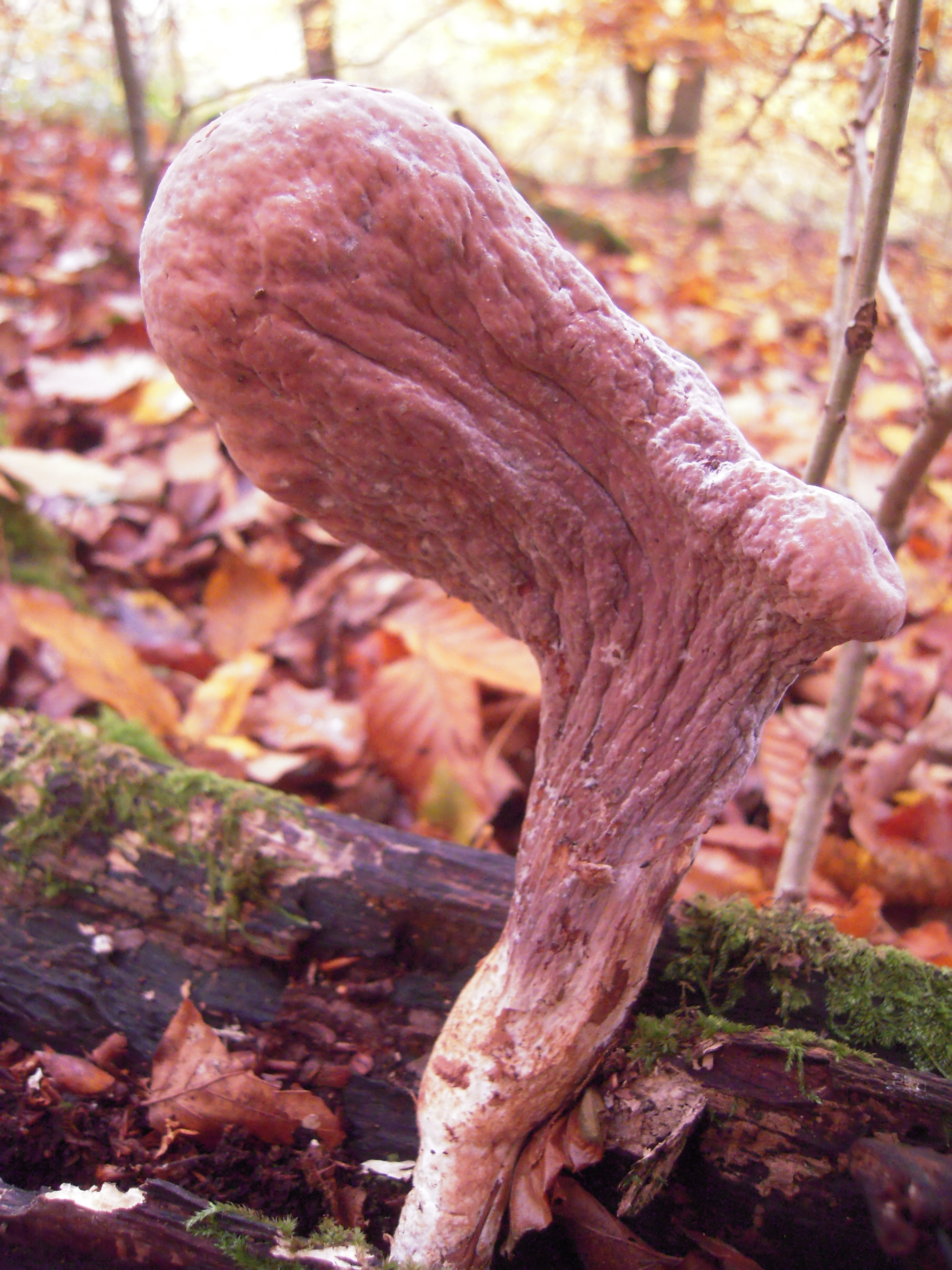
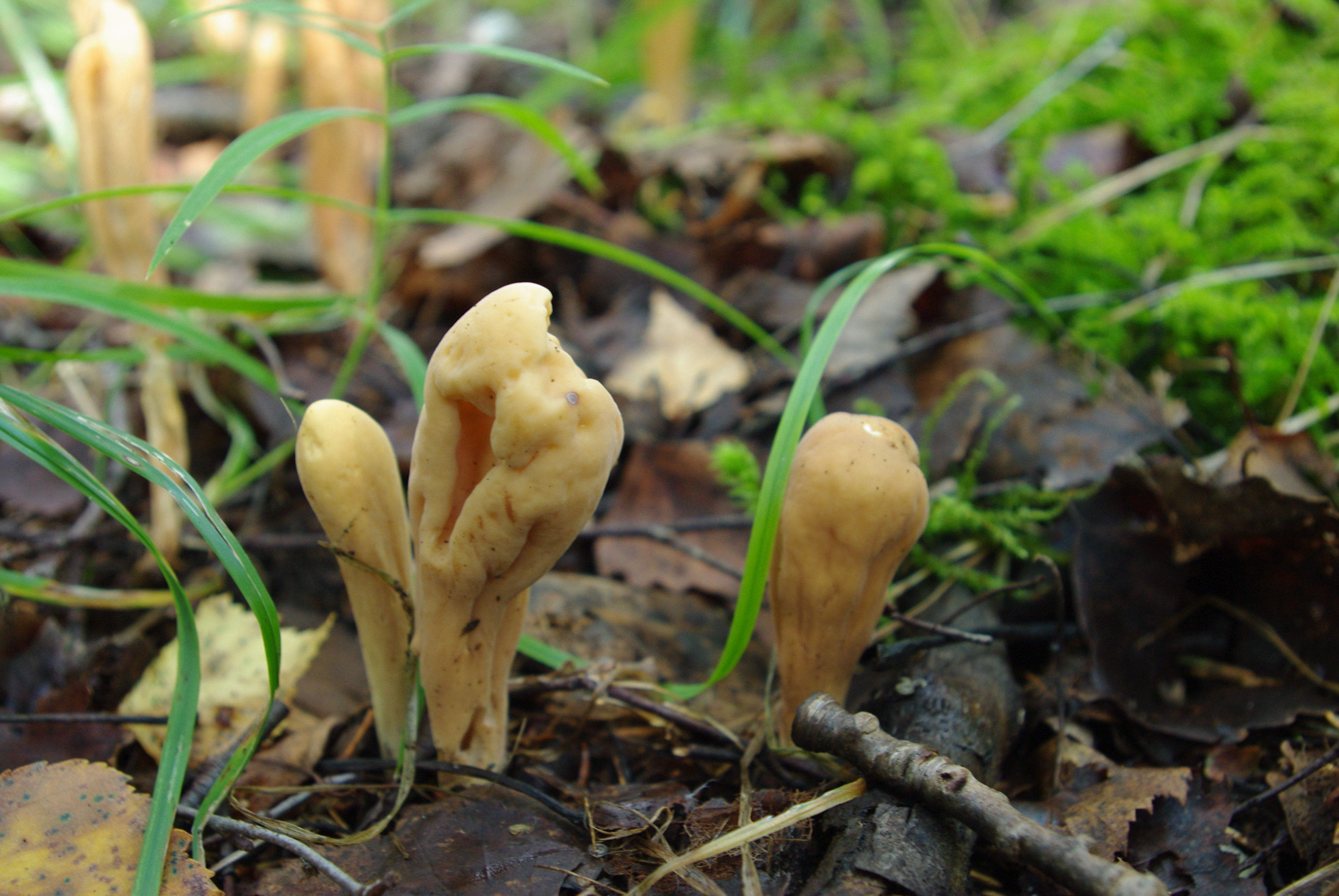
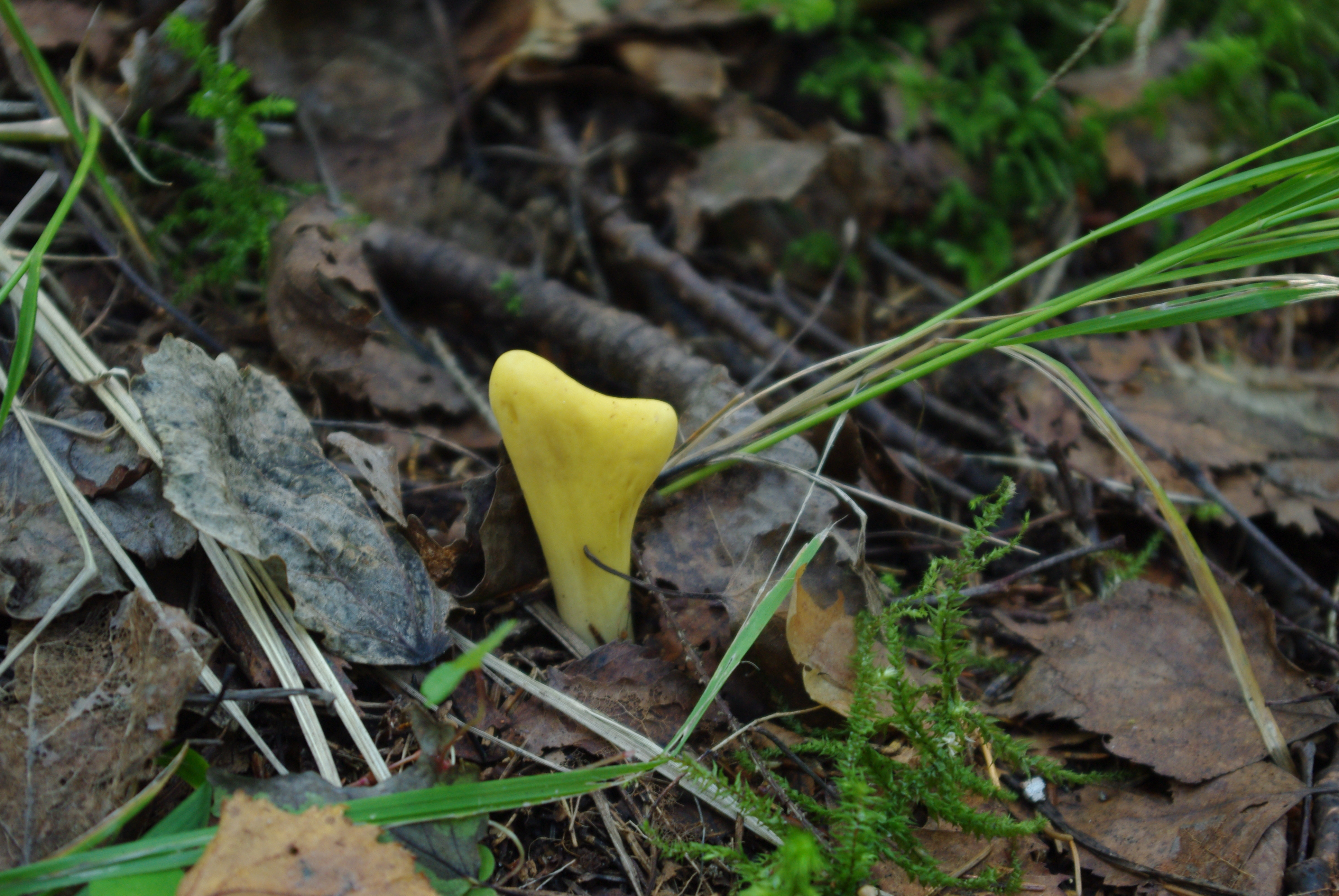